# Diachromus germanus
Diachromus germanus  (лат.) — вид жужелиц из подсемейства Harpalinae. Единственный представитель рода Diachromus.

## Описание
Переднеспинка в задних углах со щетинковой порой.